# Micrurus circinalis
Espèce
Synonymes
- Elaps circinalis Duméril, Bibron & Duméril, 1854
- Elaps riisei Jan, 1858
- Elaps corallinus Boulenger, 1896

Micrurus circinalis est une espèce de serpents de la famille des Elapidae. 

## Répartition
Cette espèce se rencontre au Guyana, au Venezuela et à la Trinité.

## Publication originale
- Duméril, Bibron & Duméril, 1854 : Erpétologie générale ou histoire naturelle complète des reptiles. Tome septième. Deuxième partie, p. 781-1536 (texte intégral).